# Helmuth Gabriel
Helmuth Richard Hans Gabriel (* 16. Mai 1892 in Batavia (heute: Jakarta) auf Java, Niederländisch-Indien; † 22. August 1945 im Speziallager Bautzen) war ein deutscher Jurist. Er war ab 1. Oktober 1939 Generalstaatsanwalt am Oberlandesgericht im damals deutsch besetzten Prag im Reichsprotektorat Böhmen und Mähren.

## Familie
Helmuth Gabriel war eines von drei Kindern des deutschen Generalkonsuls und Doktors der Rechtswissenschaft Hermann Gabriel (* 3. Oktober 1852 in Glogau, Niederschlesien; † 13. Dezember 1897 in Heidelberg) und seiner Frau Zella, geb. Wolter (* 19. Juli 1866 in Münster in Westfalen; † 7. März 1933 in Berlin-Steglitz). Die Familie war evangelisch. Hermann Gabriel und Zella Wolter heirateten am 7. März 1889 in Fürstenwalde/Spree. Helmuth hatte zwei ältere Schwestern, nämlich die am 8. Februar 1891 in Batavia geborene Giesela und die am 16. Dezember 1889 in Batavia geborene Irmgard. Irmgard heiratete im Jahr 1910 den 1883 geborenen Rechtsanwalt und Notar Dr. Heinrich Veit Simon aus einer Berliner jüdischen Familie. Heinrich Veit Simon starb am 18. Mai 1942; zu Tode geprügelt im Polizeigefängnis Berlin-Alexanderplatz.
Als sein Vater Hermann im Dezember 1897 starb, war Helmuth erst fünf Jahre alt. Die Familie lebte zu dieser Zeit offenbar in Heidelberg.
Helmuth Gabriel war seit dem 1. August 1940 verheiratet mit der Malerin und Grafikerin Herta Gabriel (1899–1991). Die Ehe blieb kinderlos.

## Lebensweg
Von Ostern 1901 bis September 1910 besuchte Helmuth Gabriel das Schiller-Gymnasium (Berlin-Lichterfelde). Im Wintersemester 1910/1911 studierte er Rechtswissenschaft an der Universität Straßburg, im Sommersemester 1911 an der Universität Heidelberg, ab dem Wintersemester 1911/12 bis Ostern 1913 an der Universität Berlin. Dort schloss er sein Jurastudium mit der Ersten Staatsprüfung am 6. Juni 1914 mit der Note: „Gut“ ab. Am 25. Juni 1914 wurde er für den Staatsdienst vereidigt.
Kurz nach Ausbruch des Ersten Weltkriegs, Ende August 1914, trat der Rechtsreferendar Gabriel als Kriegsfreiwilliger in die Reichswehr ein, und zwar ins 4. Garde-Regiment zu Fuß in Berlin-Moabit. Nach der Mobilmachung am 2. August 1914 nahm das 4. Garde-Regiment zu Fuß zunächst am Einmarsch in das neutrale Belgien am 12. August 1914 teil. Daran schloss sich am 26. August 1914 der Einmarsch in Frankreich an. Dort kämpfte das Infanterie-Regiment in den Schlachten an der Marne, bei St. Quentin sowie in der Champagne. Im August 1915 wurde Gabriel Leutnant der Reserve im damaligen Oldenburgischen Infanterie-Regiment Nr. 91. Gabriel hat auch an der deutschen Ostfront gekämpft, in Masowien, Polesien, der Ukraine und Weißrussland. Obwohl er Frontkämpfer war, erlitt er keine Verwundungen oder Kriegsbeschädigungen.
Er erhielt zahlreiche militärische Auszeichnungen: Eisernes Kreuz I. und II. Klasse; Oldenburgische Friedrich-August-Kreuz I. und II. Klasse, Ritterkreuz des Königlichen Hausordens von Hohenzollern mit Schwertern, Oldenburgisches Ehrenritterkreuz 2. Klasse mit Schwertern sowie (am 21. Dezember 1934) das Ehrenkreuz für Frontkämpfer. Seinen Abschied aus dem aktiven Militärdienst erhielt er am 21. Dezember 1918.
Während seines Referendariates war Gabriel unter anderem in der Berliner Rechtsanwaltskanzlei von Maximilian Kempner und Albert Pinner tätig.
Bereits seit 27. November 1918 war Gabriel Gerichtsassessor. Die zweite juristische Staatsprüfung legte er am 2. September 1921 mit der Note: „Ausreichend“ ab und wurde Hilfsarbeiter bei den Staatsanwaltschaften in Neuruppin, Landsberg (Warthe), Meseritz, Guben und Berlin (StA II und StA III). Zum 1. Juli 1926 wurde Gabriel ständiger Hilfsarbeiter in der Staatsanwaltschaft. Er wurde zum Staatsanwaltsrat befördert und arbeitete von Mitte September 1926 bis Februar 1928 in der Staatsanwaltschaft Kiel, vom März 1928 bis Mai 1932 in der Staatsanwaltschaft Tilsit, zum 1. Juni 1932 wurde er Erster Staatsanwalt in Marienwerder.
1927 trat er dem Verein preußischer Staatsanwälte im Preußischen Richter-Verein bei.
Bald nach der nationalsozialistischen „Machtergreifung“ trat Gabriel zum 1. Mai 1933 der NSDAP bei (Mitgliedsnummer 1.844.958). Ab Juni 1933 war er Mitglied in der Fachgruppe Justiz im Deutschen Beamtenbund. Am 11. Dezember 1933 trat Gabriel dem Nationalsozialistischen Rechtswahrerbund (NSRB) bei (Mitgliedsnummer 32.029), am 1. April 1934 auch der NSV (Mitgliedsnummer 109.623). Gabriel wurde im September 1934 auf den „Führer“ Adolf Hitler vereidigt.
Zum 1. Mai 1934 wurde Gabriel Oberstaatsanwalt beim Oberlandesgericht (OLG) Celle, am 16. Oktober 1936 beim Kammergericht Berlin, zum 1. März 1937 wurde er zum OLG Hamm versetzt. Er wurde dort Amtsnachfolger von Theodor Potjan, der für ein Jahr an das Kammergericht nach Berlin wechselte. Leiter der Generalstaatsanwaltschaft Hamm wurde ab 1. August 1936 der damals 34-jährige vormalige Rechtsanwalt Hans Semler, ein überzeugter Nationalsozialist. Generalstaatsanwalt Semler übernahm am 9. Juni 1937 auch die Funktion des „politischen Abwehrbeauftragten“ der Generalstaatsanwaltschaft Hamm, also die Rolle der Kontaktperson zur Geheimen Staatspolizei (GeStaPo). Für den Fall seiner Verhinderung benannte Generalstaatsanwalt Semler Oberstaatsanwalt Gabriel als seinen ständigen Vertreter.
Das Oberlandesgericht Hamm war unter den größten Gerichten des Deutschen Reiches, und eine Tätigkeit dort konnte der weiteren juristischen Berufskarriere durchaus förderlich sein. Auch für Helmuth Gabriel ergaben sich berufliche Perspektiven, und zwar infolge der expansionistischen Politik des Deutschen Reiches:
Durch das Münchener Abkommen vom Oktober 1938 wurde die Regierung der Tschechoslowakei (ČSR) gezwungen, das Sudetenland an das Deutsche Reich abzutreten. Dort wurde umgehend eine deutsche Gerichtsbarkeit eingeführt. Ende 1938 wurde Gabriel vorläufig „mit der fachlichen Leitung der Dienstgeschäfte bei den Staatsanwaltschaften und den Strafvollzugsbehörden in den Sudetendeutschen Gebieten“ beauftragt. Er baute im neu geschaffenen „Reichsgau Sudetenland“ als Hilfsarbeiter die Anklagebehörde beim deutschen Oberlandesgericht Leitmeritz auf.
Nach der „Zerschlagung der Rest-Tschechei“ und dem Einmarsch deutscher Truppen auch in Böhmen und Mähren am 15. März 1939 wurde die territoriale Zuständigkeit der deutschen Justiz auf das Protektoratsgebiet ausgedehnt. Nach Hitlers Vorstellungen sollten Deutsche im Protektorat Böhmen und Mähren deutschem Recht unterstehen, weshalb das Reichsinnenministerium in einem Rundschreiben vom 29. April 1939 festlegte, dass alle Rechtsvorschriften, die im Altreich und in Österreich in Kraft waren, auch im Protektorat anzuwenden seien. Für die Reichs- und „Volksdeutschen“ ließ Reichsjustizminister Franz Gürtner am 14. April 1939 das Oberlandesgericht Prag und die beiden Landgerichte Brünn und Prag einrichten. Anders als im annektierten Sudetenland blieb im „Protektorat Böhmen und Mähren“ jedoch (neben der deutschen) eine „autonome“ tschechische Gerichtsbarkeit bestehen, die nach tschechoslowakischem Zivilrecht bzw. einem „autonomen“ Protektoratsstrafrecht urteilte. Die tschechischen Gerichte entschieden ausschließlich Fälle der nichtdeutschen Bevölkerung, standen jedoch unter dem Primat der deutschen Justiz: Für Delikte, auf die das Reichsstrafgesetzbuch Anwendung fand, sowie seit Herbst 1939 bei Straftaten nach der Volksschädlings- und der Gewaltverbrecherverordnung war im Protektorat ausschließlich deutsche Gerichtsbarkeit zuständig. Im Zivilrecht konnte der Reichsprotektor Einspruch gegen jede Entscheidung eines tschechischen Gerichts einlegen. Die Sache wurde dann automatisch an das zuständige deutsche Gericht verwiesen.
Gabriel wurde zum 1. Oktober 1939 als Generalstaatsanwalt an das deutsche Oberlandesgericht Prag versetzt, leitete also die Anklagebehörde des höchsten deutschen Gerichts in der Hauptstadt des damaligen Reichsprotektorats Böhmen und Mähren.
Am 1. August 1940 heiratete Helmuth Gabriel die Malerin und Grafikerin Herta („Hetti“) Gabriel (1899–1991), die ihm nach Prag folgte.
Seit Mitte der 1930er Jahre wurde das Strafrecht im Deutschen Reich verschärft, und die Zahl der von deutschen Gerichten verhängten Todesurteile nahm zu. Vor allem während des Zweiten Weltkriegs, verstärkt ab 1941 (siehe auch den Nacht-und-Nebel-Erlass vom 7. Dezember 1941) verhängten deutsche Gerichte selbst für geringfügige Vergehen die Todesstrafe, insbesondere gegen Mitglieder von Widerstandsgruppen in den besetzten Gebieten.
Als Generalstaatsanwalt hatte Helmuth Gabriel die Oberaufsicht über alle im Protektorat Böhmen und Mähren verhängten und vollstreckten Todesurteile.
Als sicher kann gelten, dass Helmuth Gabriel als Prager Generalstaatsanwalt Mitwisser der Euthanasie-Aktion T4 gewesen ist: An einer Informationsveranstaltung über den nationalsozialistischen Krankenmord am 23. und 24. April 1941 in Berlin unter Leitung des Staatssekretärs im Reichsjustizministerium Franz Schlegelberger nahmen alle vierunddreißig damals amtierenden Generalstaatsanwälte (oder ihre Vertreter im Amt) teil.
Durch den Prager Aufstand gegen die deutsche Besatzung, der am 5. Mai 1945 begann, wurde die Protektoratsregierung gestürzt. Der Aufstand war faktisch am 8. Mai beendet; am 9. Mai 1945 marschierte die Rote Armee in Prag ein. Im Zuge des Prager Aufstandes wurde Helmuth Gabriel als hochrangiger NS-Funktionär auf Grund einer Anordnung des NKWD festgenommen und von den Sowjets in ein Speziallager nach Bautzen gebracht. Dort starb er am 22. August 1945 im Alter von nur 53 Jahren infolge der schlechten Lebensbedingungen.
Seine Witwe Herta Gabriel lebte nach dem Zweiten Weltkrieg als Malerin in Berlin; sie starb 1991 in Aumühle bei Hamburg.